# Giselher Spitzer
Giselher Spitzer (* 1952 in Kiel) ist ein deutscher Sporthistoriker.

## Leben
Spitzer studierte an der Universität Bonn Geschichte, Sozialwissenschaften und Sportwissenschaften. 1982 folgte die Promotion zum Dr. paed. und 2000 die Venia legendi für Sportwissenschaft. Von 1981 bis 1994 arbeitete er als Mitarbeiter an den Universitäten Bonn und Köln, von 1994 bis 2004 an der Universität Potsdam. Ab 2000 und 2002 war er Privatdozent an der Universität Potsdam und Humboldt-Universität zu Berlin. Spitzer hat eine ständige Gastprofessur am Institute of Sports Science & Clinical Biomechanics der Universität Odense in Dänemark inne. Er war Mitgründer und -herausgeber der Zeitschrift Sozial- und Zeitgeschichte des Sports von 1987 bis 2001 und Gründungsmitglied und Mitglied des Steering Committee International Network on Humanistic Doping Research. Von 2003 bis 2005 war er ständiger Gast der Kommission Prävention der Nationalen Anti-Doping Agentur Deutschland, Stiftung NADA Bonn.
2003 wurde Spitzer für sein Engagement bei der wissenschaftlichen Aufarbeitung des flächendeckenden Zwangsdopings im DDR-Leistungssport mit der Heidi-Krieger-Medaille ausgezeichnet. Von 2009 bis März 2012 gehörte er zum Projektteam des Projekts „Doping in Deutschland von 1950 bis heute aus historisch-soziologischer Sicht im Kontext ethischer Legitimation“ des Bundesinstituts für Sportwissenschaft. In einem Zwischenfazit setzten er und Elk Franke sich 2011 für das Anlegen von individuellen Blutprofilen statt Urinkontrollen ein.

## Schriften (Auswahl)
- mit Dieter Schmidt: Sport zwischen Eigenständigkeit und Fremdbestimmung. Pädagogische und historische Beiträge aus der Sportwissenschaft. Institut für Sportwissenschaft und Sport, Bonn 1986, ISBN 3-921285-50-X.
- Der deutsche Naturismus. Idee und Entwicklung einer volkserzieherischen Bewegung im Schnittfeld von Lebensreform, Sport und Politik. Meyer + Meyer, Aachen 1996, ISBN 3-89124-229-8.
- mit Harald Braun: Der geteilte deutsche Sport. Tagung der dvs-Sektion Sportgeschichte vom 24.–26. März 1995 in Potsdam (= Berichte und Materialien des Bundesinstituts für Sportwissenschaft. 1997.3). Sport und Buch Strauß, Köln 1997, ISBN 3-89001-307-4.
- mit Hans Joachim Teichler, Klaus Reinartz: Schlüsseldokumente zum DDR-Sport. Meyer & Meyer Sport, Aachen 1997, ISBN 3-89124-513-0.
- Doping in der DDR. Ein historischer Überblick zu einer konspirativen Praxis. Genese – Verantwortung – Gefahren. Sport und Buch Strauß, Köln 2003, ISBN 3-89001-315-5.
- Fußball und Triathlon. Meyer & Meyer Sport, Aachen 2004, ISBN 3-89124-863-6.
- Sicherungsvorgang Sport. Das Ministerium für Staatssicherheit und der DDR-Spitzensport. Hofmann, Schorndorf 2005, ISBN 3-7780-8971-4.
- Vorbild oder Zerrbild? Der DDR-Hochleistungssport im Licht neuer Forschungen. In: Horch und Guck. Heft 51/2005, S. 21–31.
- Doping and Doping Control in Europe. Meyer & Meyer Regionalia, Aachen 2006, ISBN 3-89899-207-1.
- Wunden und Verwundungen. Sport und Buch Strauß, Köln 2006, ISBN 3-939390-11-9.
- mit Johannes Weberling (Hrsg.): Virtuelle Rekonstruktion „vorvernichteter“ Stasi-Unterlagen (= Schriftenreihe des Berliner Landesbeauftragten für die Unterlagen des Staatssicherheitsdienstes der ehemaligen DDR. Band 21). Berlin 2006, ISBN 3-934085-23-7.
- mit Wolfgang Knörzer, Gerhard Treutlein: Dopingprävention in Europa. 1. Internationales Expertengespräch 2005 in Heidelberg. Meyer & Meyer Sport, Aachen 2006, ISBN 3-89899-196-2.
- mit Elk Franke (Hrsg.): Sport, Doping und Enhancement – Transdisziplinäre Perspektiven (Doping, Enhancement, Prävention in Sport, Freizeit und Beruf). Band 1, Sportverlag Strauß, Köln 2010, ISBN 978-3-86884-010-0 und Band 2, Sportverlag Strauß, Köln 2011, ISBN 978-3-86884-011-7.